# Глицин
Глици́н (ами́ноу́ксусная кислота́, ами́ноэта́новая кислота́, сокр.: «G» или «Gly», уст. гликоколь, гликокол) — простейшая органическая алифатическая аминокислота с химической формулой C2H5NO2, относящаяся к классу производных карбоновых кислот. Имеет вид бесцветных кристаллов.
В фотографии глицином («глицин-фото») иногда называют п-гидроксифениламиноуксусную кислоту, использующуюся как проявляющее вещество, с которой не следует путать сам глицин, не обладающий проявляющими свойствами.

## История

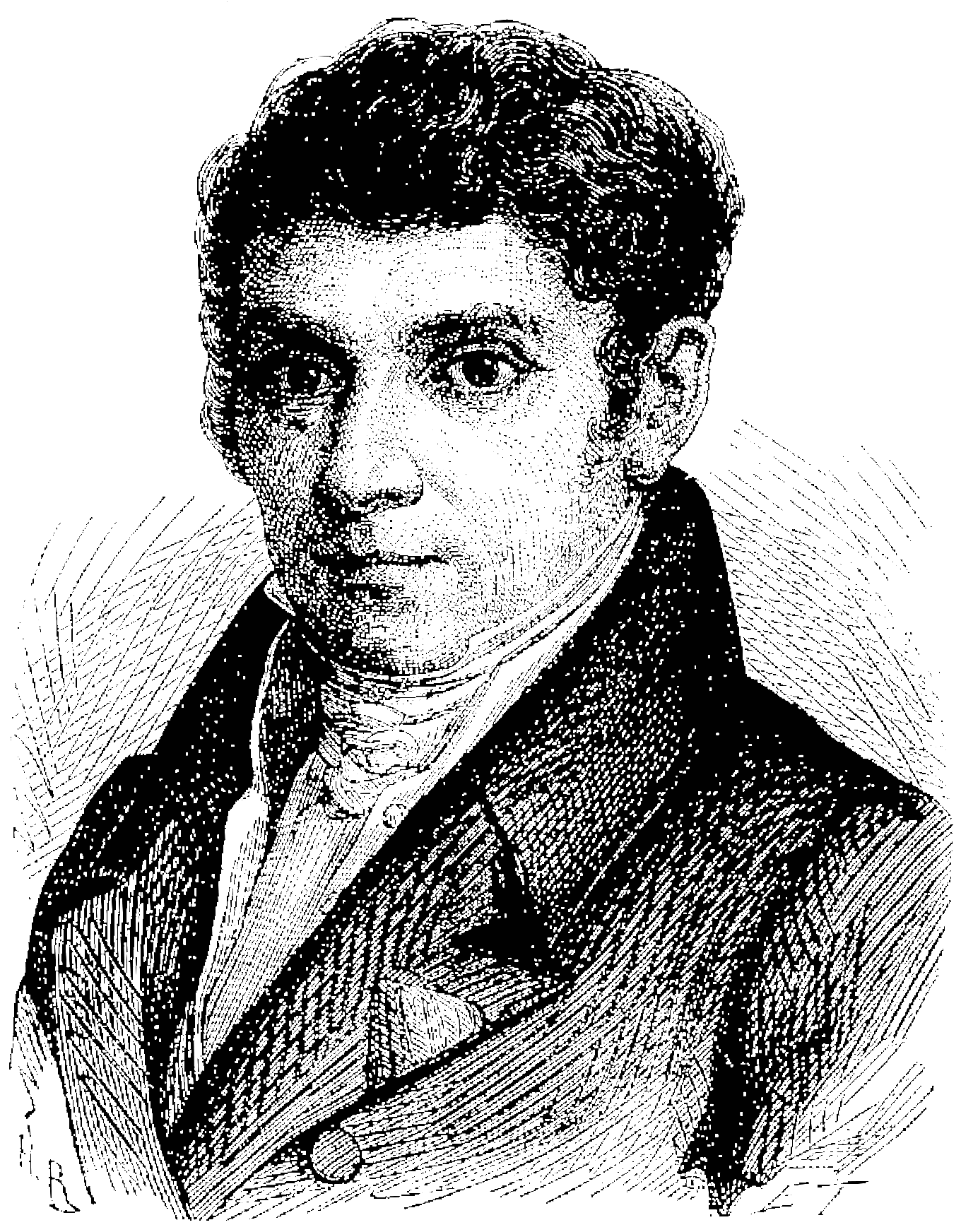
Анри Браконно

Глицин впервые был выделен в 1820 году Анри Браконно путём кислотного гидролиза при обработке желатина серной кислотой.

## Название
Название глицина происходит от др.-греч. γλυκύς, glycys — сладкий, из-за сладковатого вкуса аминокислоты.

## Физические свойства
Бесцветный кристаллический порошок, сладковатого вкуса. Молярная масса составляет 75,07 г/моль, плавится при 232—236 °C, при этом разлагаясь. Хорошо растворим в воде, не растворим в спирте, эфире и большинстве органических растворителей.
Неэлектролит. Единственная протеиногенная аминокислота, не имеющая оптических изомеров.

## Химические свойства
Глицин, будучи кислотой, с ионами металлов образует сложные соли, относящиеся к хелатам — глицинаты: глицинат натрия, глицинат железа, глицинат меди, глицинат цинка, глицинат марганца и др.
Реагирует с щелочными и щёлочноземельными металлами:
{\displaystyle {\ce {2NH2-CH2-COOH + 2Na -> 2NH2-CH2-COONa + H2}}}
{\displaystyle {\ce {2NH2-CH2-COOH + Ca -> (NH2-CH2-COO)2Ca + H2}}}
Реагирует с оксидами и гидроксидами практически всех металлов:
{\displaystyle {\ce {2NH-CH2-COOH + CuO -> (NH2-CH2-COO)2Cu + H2O}}}
В приведённой реакции образуется глицинат меди – лекарственная добавка при дефиците меди у животных и человека.
Реакция с аммиаком без нагревания даёт глицинат аммония. Как и все аммонивые соли карбоновых кислот является не стабильным. При нагревании переходит в аминоэтанамид:
{\displaystyle {\ce {NH2-CH2-COOH + NH3 -> NH2-CH2-COONH4}}}
{\displaystyle {\ce {NH2-CH2-COOH + NH3 ->[t] NH2-CH2-CONH2 + H2O}}}
Вступает в реакцию этерификации со спиртами. Например реакция с этанолом даёт этилглицинат(этиловый эфир глицина):
{\displaystyle {\ce {NH2-CH2-COOH + CH3-CH2-OH ->[t] NH2-CH2-COO-CH2-CH3 + H2O}}}
При реакции натриевой соли глицина с расплавом щёлочи выделяется метиламин. Принцип реакции схож с реакцией Дюма.
{\displaystyle {\ce {NH2-CH2-COONa + NaOH ->[t] CH3-NH2 + Na2CO3}}}

## Получение
Глицин можно получить в ходе хлорирования уксусной кислоты до монохлоруксусной кислоты и её дальнейшего взаимодействия с аммиаком:
{\displaystyle {\mathsf {CH_{3}COOH{\xrightarrow[{}]{Cl_{2}}}ClCH_{2}COOH{\xrightarrow[{}]{NH_{3}}}H_{2}NCH_{2}COOH}}}
Для производства монохлоруксусной кислоты используют катализатор красный фосфор. Проходит следующая реакция:
{\displaystyle {\ce {CH3COOH + Cl2 ->[P] Cl-CH2-COOH + HCl}}}
Соотношение и концентрацию реагентов следует подбирать осторожно, чтобы в ходе реакции не образовалось большое количество других аминов.
{\displaystyle {\ce {Cl-CH2-COOH + 2NH3 -> NH2-CH2-COOH + NH4Cl}}}

## Биологическая роль
Будучи протеиногенной аминокислотой, глицин входит в состав многих белков и пептидов. Из глицина в живых клетках синтезируются порфирины (в частности, гем) и пуриновые основания.
Глицин также является нейромедиаторной аминокислотой, проявляющей двоякое действие. Глициновые рецепторы имеются во многих участках головного мозга и спинного мозга. Связываясь с рецепторами (кодируемые генами GLRA1, GLRA2, GLRA3 и GLRB), глицин вызывает «тормозящее» воздействие на нейроны, уменьшает выделение из нейронов «возбуждающих» аминокислот, таких как глутаминовая кислота, и повышает выделение ГАМК. Также глицин связывается со специфическими участками NMDA-рецепторов и, таким образом, способствует передаче сигнала от возбуждающих нейротрансмиттеров глутамата и аспартата.

## Биосинтез в головном мозге
Поскольку глицин является нейромедиатором в центральной нервной системе (ЦНС), его содержание в нейронах строго регулируется.
Глицин, наряду с другими небольшими нейтральными аминокислотами, такими как аланин, пролин, серин и гамма-аминомасляная кислота (ГАМК), не проникает через гематоэнцефалический барьер: пассивная диффузия невозможна из-за их полярности, переносчики для различных вариантов активного или облегчённого транспорта отсутствуют.
Небольшие нейтральные аминокислоты, включая глицин, являющиеся заменимыми, переносятся аланин-предпочитающим белком-переносчиком (A-типа). Он отсутствует на поверхности эндотелиоцитов гематоэнцефалического барьера со стороны просвета кровеносного сосуда, то есть механизм активного транспорта глицина сквозь гематоэнцефалический барьер в нейроны отсутствует.
В противоположность этому белок-переносчик A-типа располагается на мембране эндотелиоцита со стороны нейронов, принимая глицин и другие небольшие нейтральные аминокислоты со стороны нейронов и перенося их внутрь эндотелиоцита и далее в кровь.
Такие системы переносчиков активно участвуют в регулировании концентрации аминокислот в межклеточной жидкости и особенно важны для поддержания низких концентраций аминокислот-нейромедиаторов, таких как глутамат, аспарат и глицин.
Для использования в качестве медиатора и для синтеза белка нейроны используют глицин, синтезируемый астроцитами из серина путём деметилирования последнего.
Реакция катализируется серингидроксиметилтрансферазой, коферментом которой является тетрагидрофолат, акцептирующий метиленоксидную группу серина.
Поскольку серин также практически не проникает из кровеносного русла через гематоэнцефалический барьер, он синтезируется de novo из 3-фосфоглицерата, являющегося предшественником фосфоенолпирувата в гликолитическом цикле, то есть в большом количестве присутствующем в клетках, включая астроциты.

## Применение

### В медицине
Производители фармакологических препаратов глицина заявляют, что он оказывает успокаивающее, слабое противотревожное и антидепрессивное действие, ослабляет выраженность побочных эффектов антипсихотических средств (нейролептиков), снотворных и противосудорожных средств, включён в ряд терапевтических практик по снижению алкогольной, опиатной и других видов абстиненции как вспомогательный препарат, оказывающий слабовыраженное седативное и транквилизирующее действие. Также заявляется, что глицин обладает некоторыми ноотропными свойствами, улучшает память и ассоциативные процессы. Таблетки глицина имеют белый цвет, выпускаются в виде плоскоцилиндрических капсул с фаской.
Утверждается, что глицин является регулятором обмена веществ, нормализует и активирует процессы защитного торможения в центральной нервной системе, уменьшает психоэмоциональное напряжение, повышает умственную работоспособность.

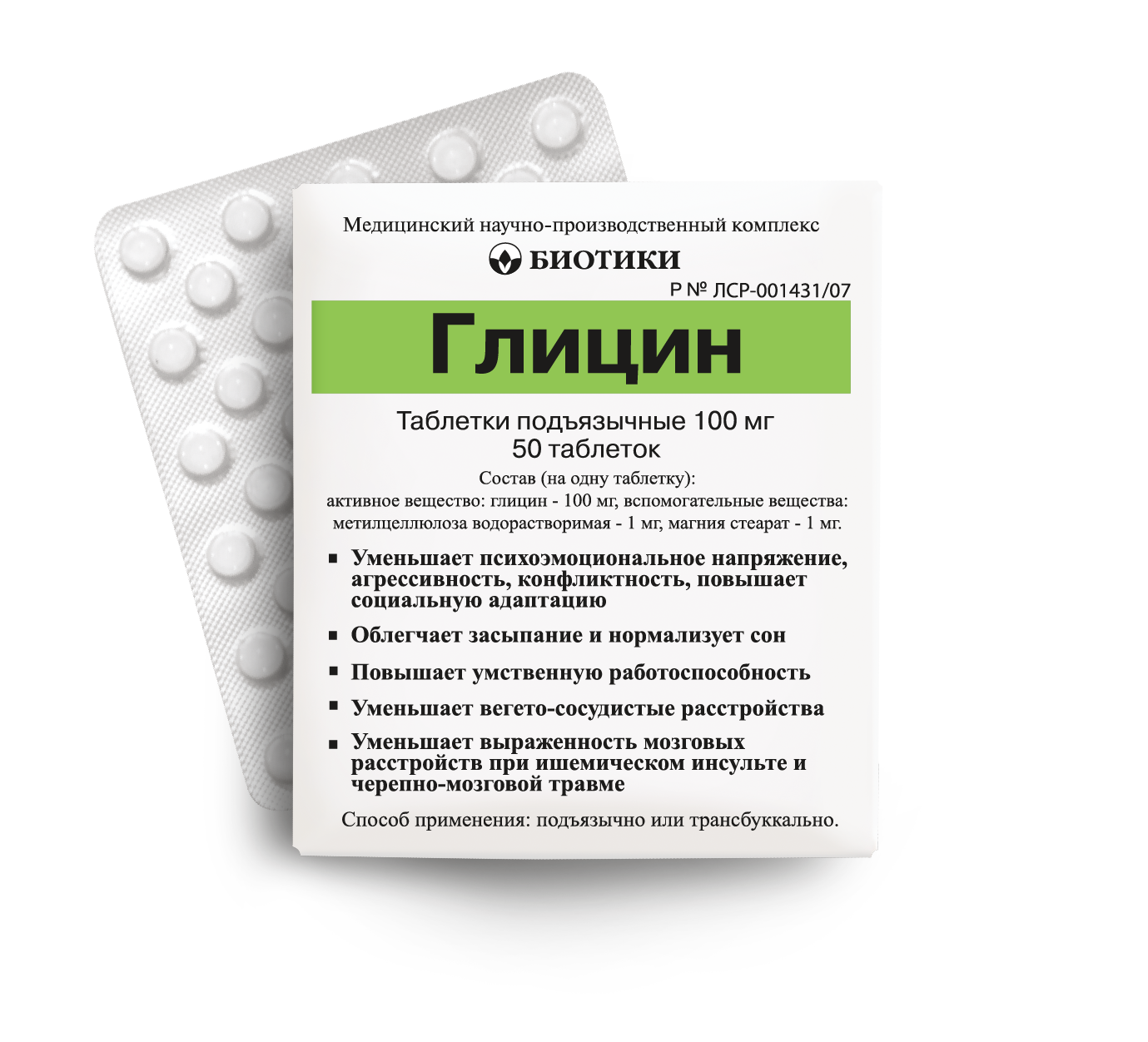
Глицин

Глицин содержится в значительных количествах в церебролизине (1,65—1,80 мг/мл), в качестве вспомогательного вещества — в кортексине (12 мг).
В фармацевтической индустрии таблетки глицина иногда комбинируют с витаминами (B1, B6, B12 или D3 в Глицин D3).
Лекарственные препараты глицина выпускаются в виде подъязычных таблеток. Одна таблетка содержит действующее вещество глицин микрокапсулированный — 100 мг и вспомогательные компоненты: водорастворимая метилцеллюлоза — 1 мг, стеарат магния — 1 мг. Контурные ячейковые блистеры (10, 50 штук) расфасованы в картонные упаковки.

#### Глицин и гематоэнцефалический барьер (ГЭБ)
Экспериментально доказана способность глицина проникать через ГЭБ у крыс с помощью неспецифических переносчиков аминокислот при его пероральном введении. Качественных исследований влияния глицина при пероральном введении у человека проведено не было или же данные отсутствуют, поэтому дать точный ответ на вопрос, проникает ли молекула глицина через гематоэнцефалический барьер в человеческом организме, на данный момент не предоставляется возможным.
За транспорт через ГЭБ отвечают переносчики нейтральных аминокислот и транспортная система В0,+.
Кроме этого, глицин способен проникать вместе с иммунными клетками через ГЭБ в результате окислительного стресса.

#### Применение в урологии
1,5%-й раствор глицина для орошения, USP (фармакопея США) — стерильный, непирогенный, гипотонический водный раствор глицина, предназначенный только для урологического орошения во время трансуретральных хирургических процедур.

### В пищевой промышленности
В пищевой промышленности глицин зарегистрирован в качестве пищевой добавки E640 и его натриевых солей Е64Х. Пищевая добавка Е640 разрешена в России.

### В спорте
Глицин входит в состав многих спортивных добавок, но, кроме этого, его выпускают и однокомпонентно. Спортсмены прибегают к употреблению этой аминокислоты для более быстрого роста мышечной массы, так как глицин участвует в биосинтезе креатина.
Кроме этого, глицин помогает спортсмену восстанавливаться между интенсивными тренировками.
Дефицит аминокислоты приводит к истощению организма и разрушению мышечных тканей спортсмена.

## Нахождение вне Земли
Глицин был обнаружен на комете 81P/Вильда (Wild 2) в рамках распределённого проекта Stardust@Home. Проект направлен на анализ данных от научного корабля Стардаст («Звёздная пыль»). Одной из его задач было проникнуть в хвост кометы 81P/Вильда (Wild 2) и собрать образцы вещества — так называемой межзвёздной пыли, которая представляет собой древнейший материал, оставшийся неизменным со времён образования Солнечной системы 4,5 млрд лет назад.
15 января 2006 года после семи лет путешествия космический корабль вернулся и сбросил на Землю капсулу с образцами звёздной пыли. В этих образцах были найдены следы глицина. Вещество имеет неземное происхождение, потому что в нём гораздо больше изотопа C¹³, чем в земном глицине.
В мае 2016 года учёными обнародованы данные об обнаружении глицина в облаке газа вокруг кометы 67P/Чурюмова — Герасименко.
В 2020 году учёные объявили, что обнаружили присутствие глицина в атмосфере Венеры с помощью большой миллиметровой/субмиллиметровой антенной решётки Atacama Large Millimeter Array (ALMA), расположенной в чилийской пустыне Атакама. Распределение глицина в атмосфере Венеры происходит по той же схеме, как и в случае с фосфином[прояснить], поскольку он наиболее распространён вблизи средних широт и отсутствует на полюсах, но глицин встречается на бо́льших высотах, чем фосфин.